# Francesco Costantino Mazzieri
Francesco Costantino Mazzieri OFMConv (Osimo, 25 de março de 1889 — Ibenga, 19 de agosto de 1983) foi prelado ítalo-zambiano da Igreja Católica Romana que serviu como prefeito apostólico, vigário apostólico e bispo da Diocese de Ndola, na Zâmbia, entre 1938 e 1965.

## Biografia
Nasceu na vila de Abbadia, comuna de Osimo, Itália. Depois de terminar seus estudos escolares, em 1904, entrou para o Convento de São Francisco da Ordem dos Frades Menores Conventuais em Montalto (Ascoli Piceno) e, em 23 de abril de 1905, emitiu seus votos temporários, e, em 15 de agosto de 1909, a profissão perpétua.
Ordenado sacerdote em 10 de agosto de 1912, obteve um doutorado em Teologia Sagrada na Faculdade de São Boaventura, em Roma, no ano seguinte. Viveu seu ministério presbiteral como reitor do Seminário Menor da Província Franciscana de Marche em San Marino, guardião em diversos conventos, secretário provincial e pároco em Fermo.
Em 1930, foi enviado, com mais seis irmãos, para o que hoje é a Zâmbia, para o distrito de Ndola (então Rodésia do Norte), o qual era uma colônia britânica e onde a presença da Igreja Católica ainda era totalmente ausente. Ele se dedicou então à evangelização progressiva e intensa deste território.
Com o progresso da Igreja missionária, Frei Francesco foi nomeado prefeito apostólico, depois vigário apostólico e bispo em 13 de janeiro de 1949. Sua consagração se deu exatamente um mês depois, na Basílica dos Santos Doze Apóstolos, em Roma, presidida pelo cardeal Dom Pietro Fumasoni Biondi, prefeito da Congregação para a Propagação da Fé, auxiliado pelos arcebispos Dom Raffaele Mario Radossi, de Espoleto, e Dom Pio Leonardo Navarra, de Terracina, Priverno e Sezze, ambos coirmãos de Dom Francesco.
Viveu cerca de 36 anos de atividade missionária assídua e intensa, incluindo 17 anos de ministério episcopal. Após a sua resignação como bispo, em 26 de novembro de 1965, escolheu morar na área rural de Santa Teresa, em Ibenga, vivendo em comunidade com seus coirmãos e continuando seu trabalho pastoral. Aí faleceu aos 94 anos de idade, tendo recebido várias honrarias das autoridades civis da Zâmbia.
Em 9 de abril de 2022, a Santa Sé reconheceu suas virtudes heróicas, conferindo-lhe a condição de venerável.